# M65 (куртка)
Куртка M65 (англ. M-1965 Field Jacket) — популярная полевая куртка, разработанная для нужд ВС США.

## История создания
История M65 восходит к полевой куртке M-1943 времён Второй мировой войны. M-1943 поступила в войска в 1944 году, её первое широкое применение пришлось на операцию по десантированию американских парашютистов под Арнемом в 1944 году. В 1950 году на её основе была создана модель M-1950, в которой были добавлены внутренние кнопки для съёмной подкладки. В 1951 году была создана модель M-1951, в которой были добавлены передние кнопки на клапане застёжки-молнии и кнопки на клапанах карманов.
Наконец, на основе M-1951 в 1965 году была разработана модель M65. Она стала позиционироваться как «полевая куртка для холодной погоды» (англ. Coat, Cold Weather, Field), цвет оливковый серый OG-107 (olive drab). Позднее были разработаны другие варианты расцветок и камуфляжа (M81 Woodland, 6-цветный пустынный, 3-цветный пустынный, UCP. Также коммерческие варианты окраски и камуфляжа). Изменения не коснулись основных деталей конструкции куртки.
Полевая куртка М65 широко применяется в современных армиях мира и поныне. Она послужила основой для многих коммерческих моделей стиля милитари.

## Конструкция
В передней части имеются 2 больших кармана снизу и 2 кармана средних размеров на груди. С внутренней стороны есть карман для документов (на куртках некоторых производителей), две системы шнуровой утяжки, одна на поясе, вторая снизу куртки. Сзади, в районе шеи, имеется застёжка-молния, за которой скрыт защитный капюшон. На передней части воротника есть застёжка для фиксации воротника на случай штормового ветра. Спереди расположена толстая металлическая укороченная застёжка-молния. На рукавах имеются ветрозащитные клапаны. Большинство курток имели информационный ярлык, вшитый в заднюю часть подкладки, как раз под воротником. На нём указывалась военная спецификация, размерная сетка, материал, условия эксплуатации и обслуживания данной модели. Подкладка ALS-92 (вкладыш) для куртки M65 — отдельная деталь. Она сделана из стёганого нейлона (соответствующего куртке цвета), заполненного полиэфиром.

## Популярность
В последнее время куртки подобного вида очень популярны среди широкого круга гражданского населения: охотников, рыболовов, туристов. Эти куртки особенно популярны среди молодых людей Великобритании как практичная одежда для повседневной жизни. Куртку М65 производят несколько компаний: Alpha Industries из Теннеси, Helikon-Tex из Польши, Propper International Inc. и другие. В куртке снималось множество популярных актёров, например, Роберт Де Ниро в фильме Таксист, Сильвестр Сталлоне в фильме Рэмбо: Первая кровь, Аль Пачино в фильме Серпико, Арнольд Шварценеггер в фильме Терминатор, Кит Дэвид в фильме Мужчины за работой, Никита Михалков в фильме Инспектор ГАИ, Александр Домогаров в сериале Бандитский Петербург, Константин Хабенский в сериале Убойная сила, Александр Устюгов в сериале Ментовские войны, Марек Кондрат в сериале Экстрадиция, Михаил Пореченков в сериале Агент национальной безопасности. Так же куртку носили персонажи серии игр Silent Hill: Джеймс Сандерленд — Silent Hill 2; Алекс Шепард — Silent Hill: Homecoming, Линкольн Клей — Mafia 3.